# 토마스 조이너
토마스 조이너(Thomas Joiner)는 미국의 심리학자, 자살학자이다.

## 생애
프린스턴 대학교에서 심리학을 공부한 후 UT 오스틴에서 임상심리학을 전공하여 박사학위를 받았다.
1993년 텍사스 갤버스턴의 텍사스 대학교 의과대학 분교에서 심리학과 교수로 부임하였다. 이후 1997년 플로리다 주립 대학교의 교수로 임용되었다.
이후 플로리다 주립 대학교 심리센터에서 상담활동을 병행하며 자살에 관한 연구를 하고 있다. 2003년 자살의 원인에 관한 연구로 구겐하임 펠로우쉽에 선정되었다.
2009년 이후로 미국 자살학회의 학술지인 《자살과 생명 위협 행동》의 편집장을 맡고 있다.

## 연구 분야
그의 연구 중 대표적인 것은 자살에 대한 대인관계 심리이론(The Interpersonal Theory of Suicide)이다. 그는 이 논문에서 한 사람이 자살에 이르게 되는 과정을 설명하며 세 가지의 구성 요소를 제시하였다. 이에 따르면 좌절된 소속감(Thwarted Belongingness), 인식된 부담감(Perceived Burdensomeness)의 두 가지 요소가 겹쳐서 자살에 대한 욕구(Desire for suicide)가 생성되고, 이후 습득된 자살잠재력(Acquired Capability for Suicide)이 충분히 높아질 경우 실제로 자살을 실행에 옮기게 된다고 한다.
조이너는 이외에도 우울장애, 섭식장애 등 정신질환과 자살사고, 자살행동의 연관성에 대하여 연구하고 있다.

## 주요 저서
- Joiner T, Rudd MD. (eds.). Suicide Science: Expanding the Boundaries. Boston: Kluwer, 2000.
- Rudd MD, Joiner T, Rajab MH. Treating Suicidal Behavior: An Effective, Time-Limited Approach. New York: Guilford Press, 2001. ISBN 9781593851002.
- Sheldon K, Williams G, Joiner T. Self-Determination Theory in the clinic: Motivating physical and mental health. Yale University Press, 2003. ISBN 9780300199833.
- Cukrowicz K, Burns A, Minnix J, Reitzel L, Joiner T.  Simple treatments for complex problems: A patient workbook. Tallahassee, FL: Center Circle Press, 2005. ISBN 9780972235617.
- Joiner T. 왜 사람들은 자살하는가? (김재성 역). 황소자리, 2012. ISBN 9788991508958. (원제: Why people die by suicide. Cambridge, MA: Harvard University Press, 2005. ISBN 9780674025493.)
- Joiner T. 자살에 대한 오해와 편견 (지여울 역). 베이직북스, 2011. ISBN 9788993279726. (원제: Myths about suicide. Cambridge, MA; Harvard University Press, 2010. ISBN 9780674061989.)
- Joiner T. 남자, 외롭다 (김재성 역). 황소자리, 2013. ISBN 9791185093048. (원제: Lonely at the Top: The High Cost of Men's Success. New York: MacMillan, 2011. ISBN 9780230104433.)
- Joiner T. The Perversion of Virtue: Understanding Murder-Suicide. New York: Oxford, 2014. ISBN 9781522662730.
- Joiner T. Mindlessness: The Corruption of Mindfulness in a Culture of Narcissism. Oxford University Press, 2017. ISBN 9780190200626.

## 같이 보기
- 사망학
- 에드윈 슈나이더만
- 자살에 대한 대인관계 심리이론